# Mrówczan propylu
Mrówczan propylu, HCOOC
3H
7 – organiczny związek chemiczny z grupy mrówczanów, ester kwasu mrówkowego i propanolu. W warunkach standardowych jest łatwopalną cieczą, słabo rozpuszczalną w wodzie. Stosowany jest jako środek zapachowy o owocowym, rumowo-śliwkowym zapachu.